# 野口和彦 (政治学者)
野口 和彦（のぐち かずひこ 1965年 - ）は、日本の政治学者。群馬県立女子大学国際コミュニケーション学部教授。専門は、国際関係論・安全保障学・戦略研究・戦争研究。

## 略歴
1965年群馬県生まれ。1984年群馬県立桐生高等学校卒業。1989年青山学院大学国際政治経済学部国際経済学科卒業。1999年青山学院大学大学院国際政治経済学研究科一貫制博士課程満期退学、国際政治学修士。2009年早稲田大学大学院アジア太平洋研究科国際関係学専攻博士課程修了、博士（学術）。
放送大学などで非常勤講師を務め、東海大学教養学部国際学科専任講師、准教授（助教授）、教授（主任教授）を経て、2014年度から群馬県立女子大学国際コミュニケーション学部教授、大学院国際コミュニケーション研究科教授。2008-09年には、ブリティッシュコロンビア大学アジア研究所客員准教授などを務める。

## 著作
- 加藤朗, 坪内淳, 野口和彦 (国際関係), 阿部純一, 角田安正, 小塚郁也, 佐藤丙午, 平井照水『脱冷戦後世界の紛争』南窓社〈国際関係学叢書〉、1998年。ISBN 4816502335。
- 東海大学教養学部国際学科; 堀江宗生; 旦祐介; 野口和彦 (国際関係); 前島巌; 松本伸夫; 吉川直人; 山下万里子; Carter Jeffrey G; 榎彰; 近江美保; 杉山正三; 高橋祐三; 宮崎英隆; 若林広; 園田矢『国際学のすすめ : グローバル時代を生きる人のために』（新版）東海大学出版会、2005年。ISBN 4486017013。
- 吉川直人; 野口和彦『国際関係理論』勁草書房〈勁草テキスト・セレクション〉、2006年。ISBN 9784326301577。
- 野口和彦 (国際関係)『パワー・シフトと戦争 : 東アジアの安全保障』東海大学出版会、2010年。ISBN 9784486018735。
- 吉川直人; 野口和彦 (国際関係)『国際関係理論』（第2版）勁草書房〈勁草テキスト・セレクション〉、2015年。ISBN 9784326302444。
- Jervis, Robert; 野口和彦 (国際関係); 奥山真司; 高橋秀行; 八木直人『核兵器が変えた軍事戦略と国際政治 : 核革命の理論と国家政策』芙蓉書房出版、2024年。ISBN 9784829508763。

### 論文
- Noguchi, Kazuhiko. 2011. “Bringing Realism Back In: Explaining China’s Strategic Behavior in the Asia-Pacific.” Asia-Pacific Review 18 (2): 60–85. doi:10.1080/13439006.2011.640580.
- 野口和彦「攻撃的リアリズムの解剖学」『国際安全保障』第51巻第3号、国際安全保障学会、2023年12月、37-53。
- 野口和彦「現実主義と武力紛争 : パラセル諸島紛争の事例によるパワー変動理論の検証」『東海大学紀要. 教養学部』第33巻、東海大学教養学部、2003年3月、85-100頁、CRID 1050580936886193920、ISSN 0389-2018。
- 野口和彦「パワー・シフト理論と日米開戦」『アジア研究』第53巻第4号、アジア政経学会、2007年、37-55頁、CRID 1390282680493294720、doi:10.11479/asianstudies.53.4_37、ISSN 0044-9237。
- 野口和彦「戦争原因研究の現在」『国際政治』第2008巻第153号、日本国際政治学会、2008年、175-185頁、CRID 1390282680310628992、doi:10.11375/kokusaiseiji.2008.175、ISSN 04542215。
- 野口和彦「単極世界の国際政治理論」『国際政治』第2016巻第184号、日本国際政治学会、2016年、184_157-184_165、CRID 1390282680311804288、doi:10.11375/kokusaiseiji.184_157、ISSN 04542215。
- 野口和彦「国際システムを安定させるものは何か」『国際政治』第2021巻第203号、日本国際政治学会、2021年3月、203_80-203_93、CRID 1390010292814523904、doi:10.11375/kokusaiseiji.203_80、ISSN 0454-2215。
- 野口和彦「核革命と軍拡競争 : 中国の核戦力の事例による検証」『群馬県立女子大学紀要』第43巻、群馬県立女子大学、2022年2月、179-192頁、CRID 1050292871989958912、ISSN 0285-9432。